# Köszörülés
A köszörülés szabálytalan élgeometriájú szerszámmal végzett forgácsolási művelet, amelynél mindig a határozatlan élű szerszám végzi a forgó főmozgást. A köszörülés abrazív eljárás, szerszáma a köszörűkorong. A köszörüléssel nagy pontosságú, sima, sőt tükrös felületeket lehet előállítani. Főleg befejező megmunkálás, de a nagy teljesítményű köszörűgépek alkalmasak előkészítő vagy nagyoló műveletekhez is.

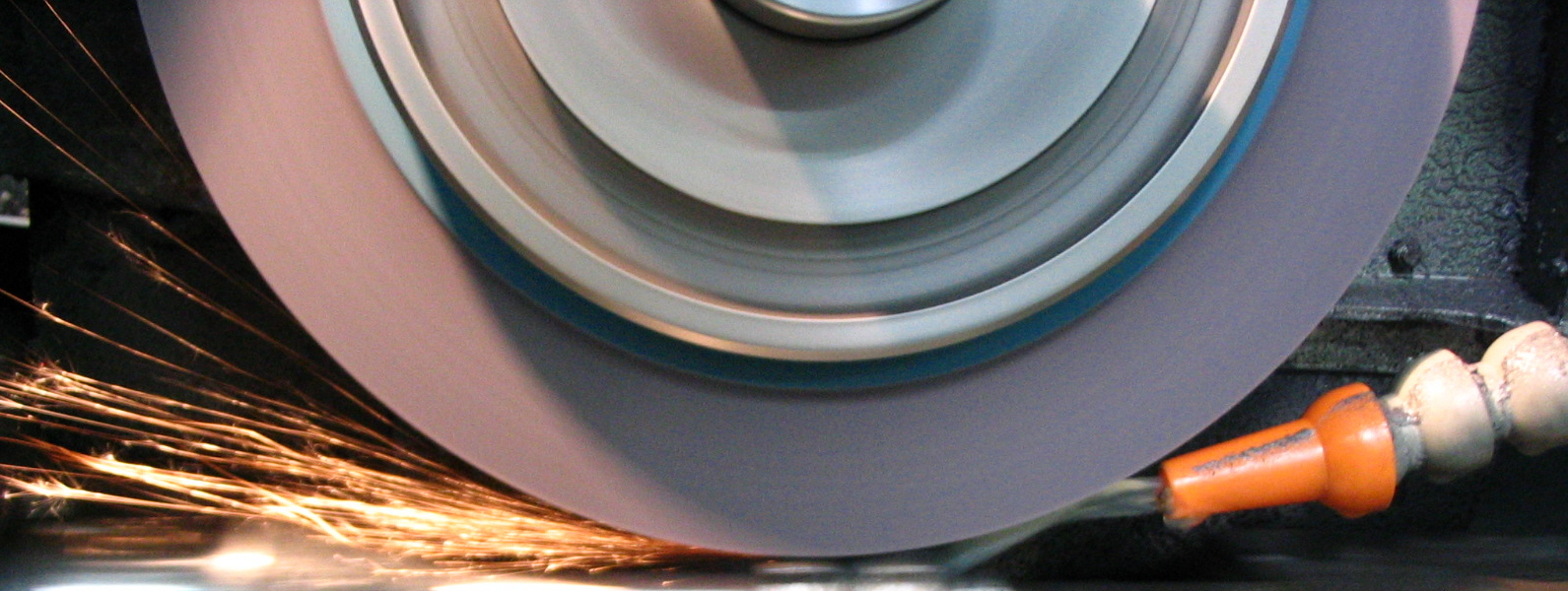
Köszörülés

## Köszörülési módszerek

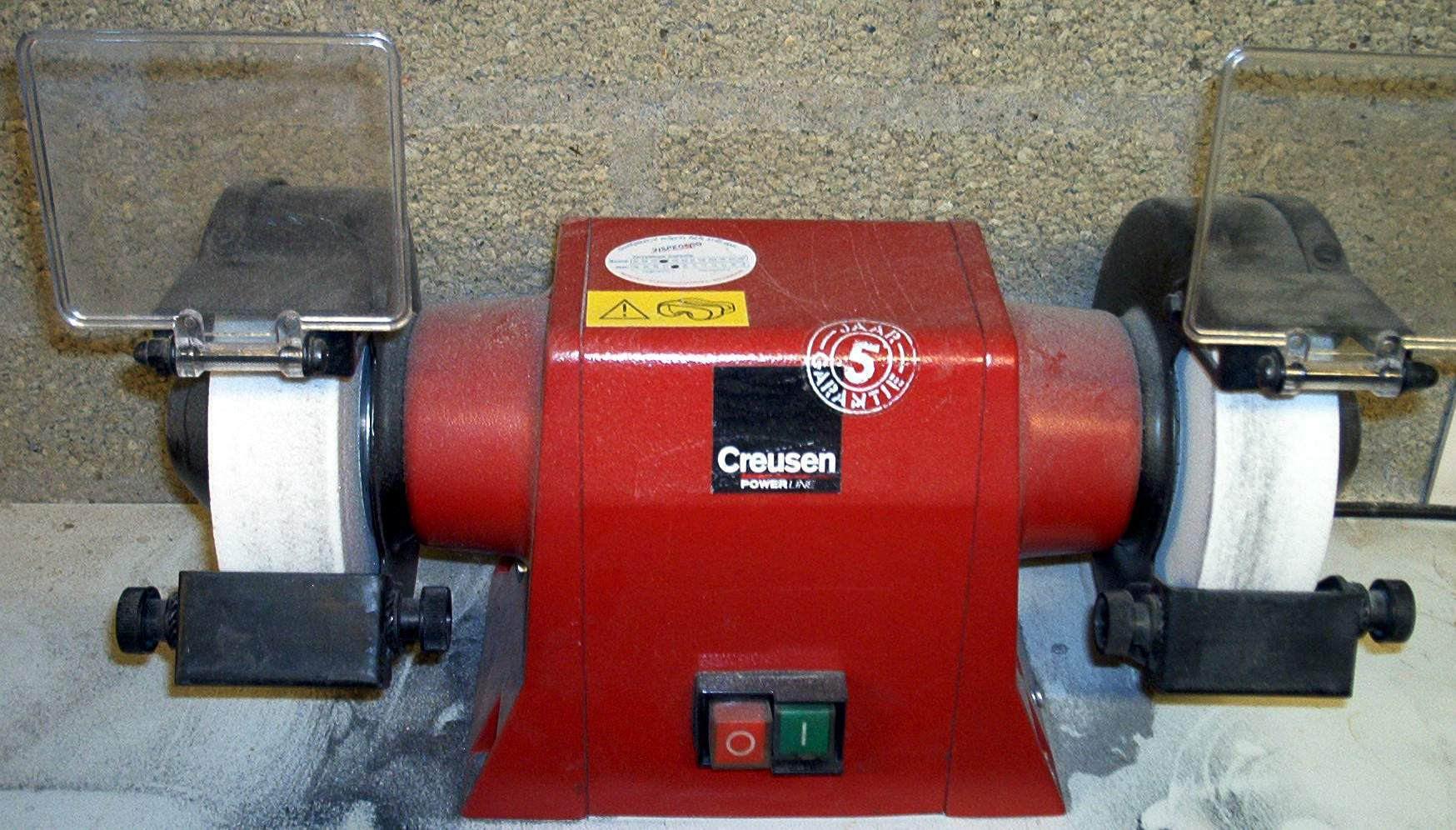
Asztali köszörű

Köszörülni kéziszerszámokkal és köszörűgépeken (szerszámgépekkel) lehet.
A kéziszerszámokkal való köszörülés mindig nagyoló jellegű megmunkálás, különösebb pontosságot és felületi minőséget nem lehet elvárni. A kéziszerszámok közé sorolhatók az asztali vagy állványos köszörűk és a kézi köszörűk, csiszolók.
Valamennyi köszörülési módszer alkalmazásakor a szerszám végzi a forgácsolómozgást, mintegy 30 m/s sebességgel. A nagy sebességű köszörülés tartománya 50–80 m/s, az ultrasebességűé 100–300 m/s. A köszörűgépeken általában a munkadarab is végez valamilyen mozgást.

### Oldalelőtolásos palástköszörülés
Az oldalelőtolásos palástköszörülés tengelyek köszörülésére való. A fogásvétel történhet löketenként, vagy  kettős löketenként. Készre köszörüléskor az utolsó néhány löketet fogásvétel nélkül szokás elvégezni, ezt hívják kiszikráztatásnak.

### Beszúró palástköszörülés
Ezt a módszert általában rövid forgástestek köszörülésekor alkalmazzák. Oldalelőtolás nincs, legfeljebb 1–3 mm-es oszcilláció. Beszúró palástköszörüléssel lépcsős tengelyek vállainak a köszörülését is el lehet végezni. Kevésbé pontos eljárás.

### Csúcs nélküli köszörülés
Csúcs nélküli köszörüléssel több méter hosszú köracélok is köszörülhetők. A munkamódszer általában áteresztő jellegű, de lehet beszúró is. Az áteresztő módszerhez a továbbítótó korongot 2–6°-kal megdöntik, így a munkadarab előre tud haladni a vezetősínen, lehetővé téve a teljes vagy tetszőleges hosszon való köszörülést. Beszúró eljárás alkalmazásakor a támasztókorong nincs megdöntve. Rendkívül nagy termelékenységű és alacsony mellékidejű megmunkálási módszer.

### Furatköszörülés
Vékonyfalú munkadarabok – például gördülőcsapágy-gyűrűk – megmunkálásához az ún. csúszósarus eljárást használják. A munkadarab forgatását mágneses támasztóharang végzi. Csúszósaru nélküli eljárás alkalmazásakor a munkadarabot mereven fogják be, például tokmányba. A köszörülést mindig előtolással végzik.

### Síkköszörülés
A síkköszörülés a köszörűkorong palástjával vagy homlokfelületével végezhető. A korongpalásttal végzett síkköszörülés lassú, kis termelékenységű, de pontos eljárás. A koronghomlokkal végzett síkköszörülés nagy termelékenységű módszer, minden löket vagy kettős löket után lehet fogást venni, oldalirányú előtolás nincs. Kis teljesítményű gépeken a korong fazék alakú, nagy teljesítményű gépeken szegmensbetétes. A nagy teljesítményű síkköszörű gépek a keményfémlapkás homlokmarásnak megfelelő anyagleválasztási sebességgel is képesek dolgozni.

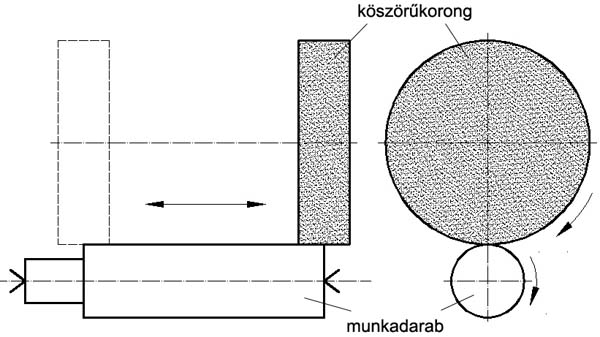
Oldalelőtolásos palástköszörülés
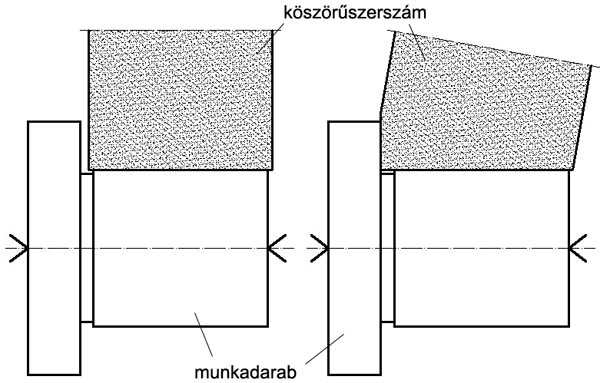
Beszúró palástköszörülés
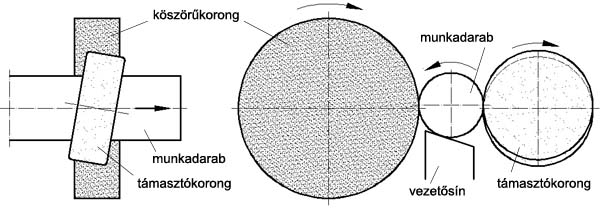
Csúcs nélküli köszörülés
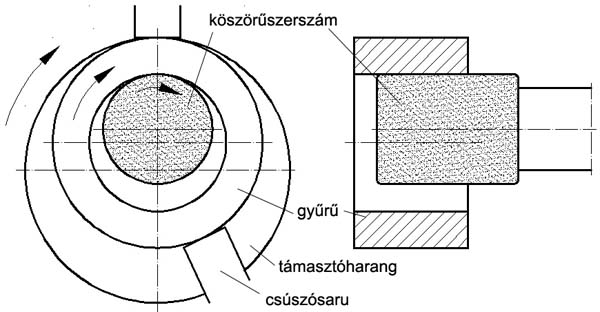
Furatköszörülés
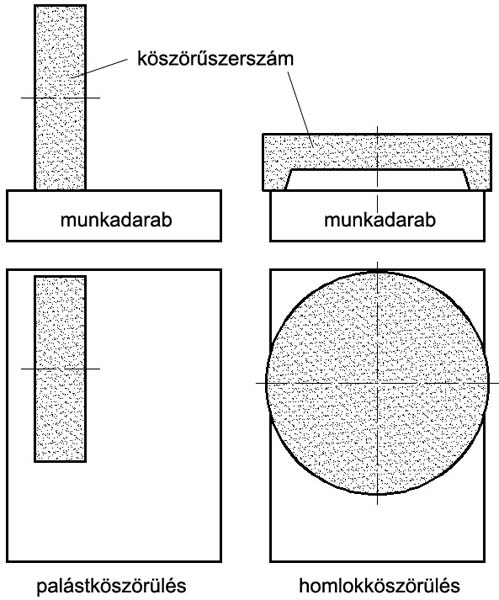
Síkköszörülés

## Köszörűgépek

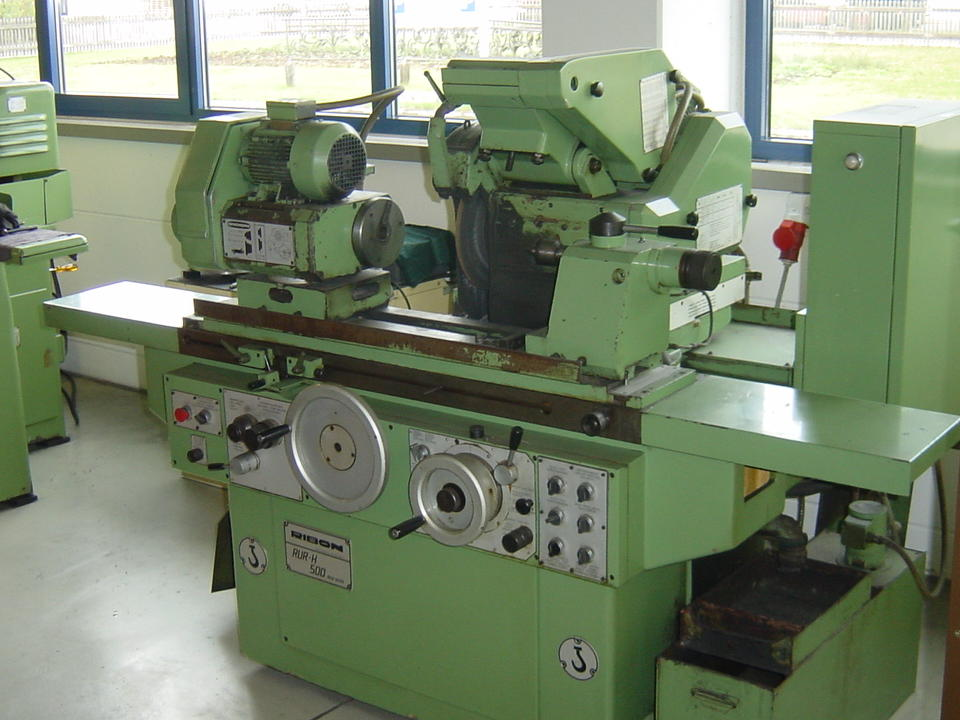
Palástköszörűgép

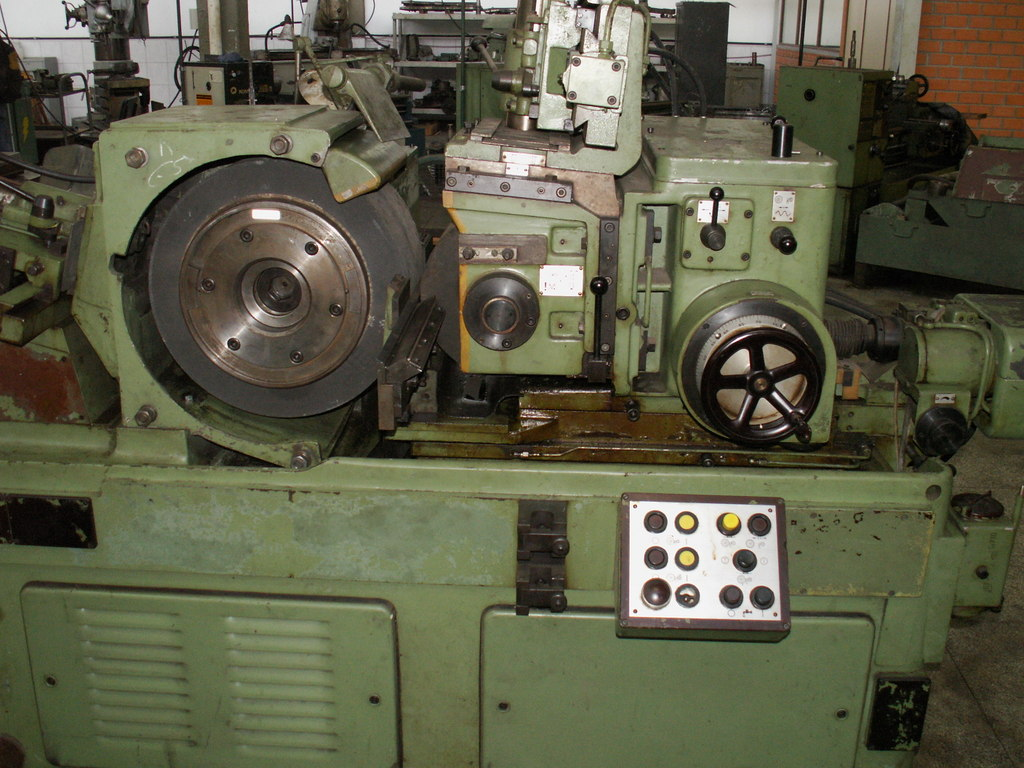
Csúcs nélküli köszörűgép

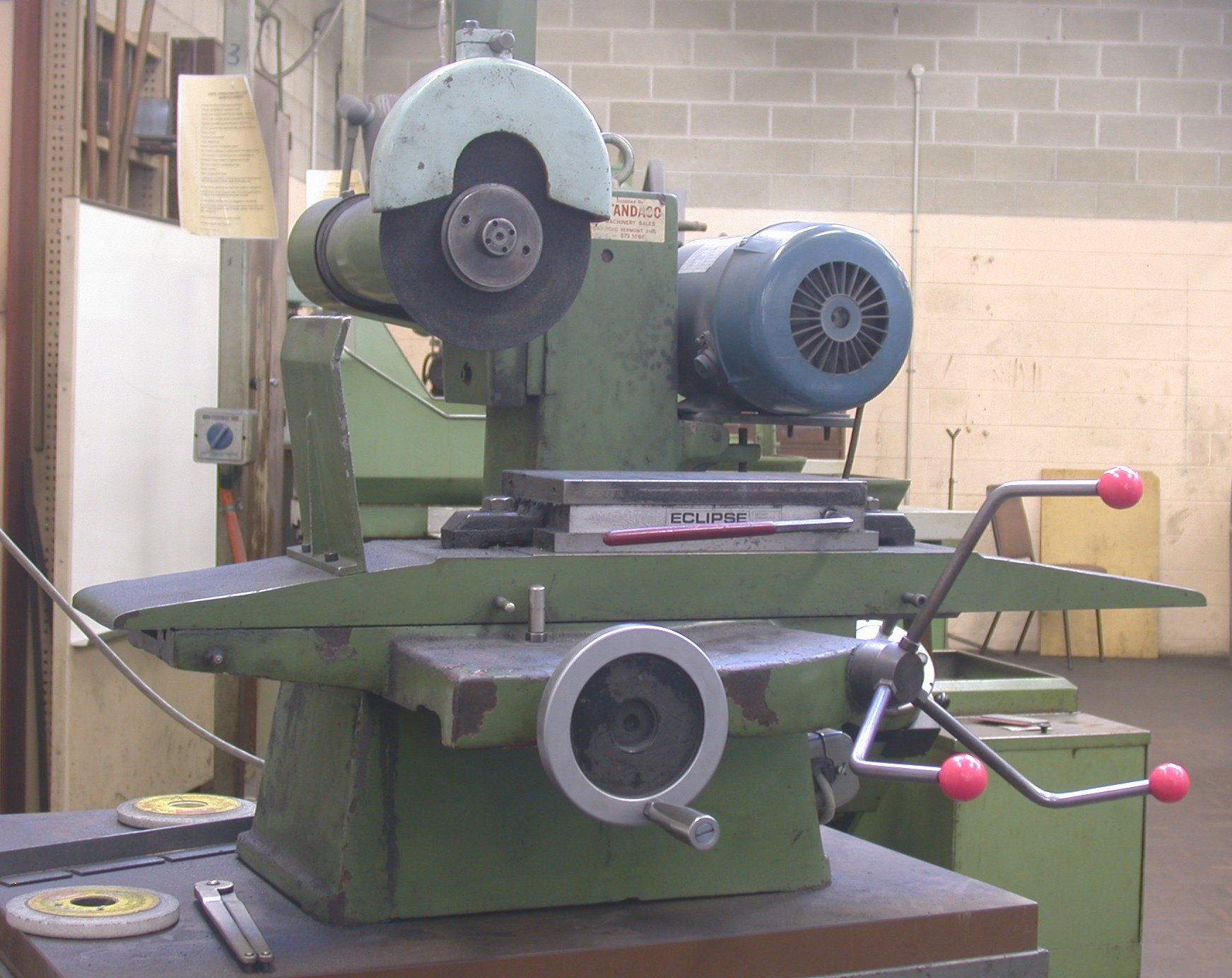
Síkköszörűgép

Köszörüléskor a forgácsoló főmozgást (forgómozgás) a szerszám, míg az előtolás- és fogásmélység-irányú mellékmozgásokat a felület alakjától, a munkadarab méreteitől függően vagy a munkadarab vagy a szerszám végzi.

### Egyetemes köszörűgépek
Az egyetemes köszörűgépek a legsokoldalúbban használható köszörűgépek. A forgácsoló főmozgást a pontosan csapágyazott köszörűorsóra szerelt köszörűkorong végzi. A munkadarabot tokmányba, csúcsok közé, vagy patronba lehet befogni, amit külön hajtómű forgat. Oldalirányú előtolással végzett köszörüléskor a gépasztal a köszörűkorong tengelyvonalával párhuzamos alternáló mozgást végez, ami gépasztal szögben elállítása esetén lehetővé teszi hosszú kúpok köszörülését. Az asztal mozgatását általában hidraulikus rendszer biztosítja. A gépasztal mozgási úthosszát – a lökethosszt – állítható ütközőkkel -lovasokkal- lehet szabályozni. Az egyetemes köszörűgépeken hengeres, kúpos, alakos külső-belső forgásfelületek és sík homlokfelületek köszörülhetők.

### Csúcs nélküli köszörűgépek
Az ilyen típusú gépeken a munkadarab a köszörű- és a továbbító korong között helyezkedik el, alulról támasztóléc vezeti, illetve támasztja meg. A darab a forgómozgást a finom szemcsézetű gumikötésű továbbító korongról kapja súrlódás révén. A köszörűkorong kerületi sebessége 25–30 m/s, a továbbító korongé 0,15–1,15 m/s. A munkadarab a továbbító korong kerületi sebességét veszi fel, forgásiránya a köszörűkorongéval ellentétes. A továbbító korong a köszörűkorong tengelyéhez viszonyítva a vízszintes síkban ferdére állítható. Áteresztő köszörüléskor így a munkadarab forgómozgása mellett tengely irányú előtolási sebességet kap.

### Furatköszörűgépek
A furatköszörűgépek szerkezeti felépítése hasonló az egyetemes köszörűgépekéhez. Alkalmasak hengeres, kúpos és beszúró köszörüléssel lépcsős vagy alakos felületek megmunkálására is. Fazék alakú koronggal homlokfelületek is köszörülhetők. A furatköszörűgép köszörű orsója (Fortuna) villamos motorral lapos szíjjal hajtott, de nagy fordulatszámú, pneumatikus vagy hidraulikus orsóhajtással gyártják. A kis átmérőjű furatok megmunkálásához kedvező (kb. 20 m/s) kerületi sebességet 30 000–150 000 1/min orsófordulattal lehet biztosítani. A munkadarabot tokmányba vagy patronba lehet fogni.
Furatköszörüléskor a munkadarabot indikáljuk, a beálló esztergatokmányt centírozzuk.

### Síkköszörűgépek
A síkköszörű gépekkel korongpalásttal vagy koronghomlokkal végezzük a megmunkálást. A korongpalásttal végzett köszörülésre alkalmas gépen akkor köszörülnek, ha a munkadarab deformálódását, káros felmelegedését el kell kerülni. Korongpalásttal végzett köszörüléskor ugyanis a kis érintkezési felület miatt kicsi a forgácsoló erő, a forgácsoló teljesítmény és az ezzel arányos forgácsolási hő. Koronghomlokkal végzett köszörüléskor nagy forgácsteljesítmény érhető el, de ezzel együtt nagyok az erő- és hőhatások. A síkköszörűgépek kétféle asztallal készülnek: hossz- és körasztallal. A hosszasztal egyenes vonalú, alternáló, a körasztal folyamatos körmozgást végez. A munkadarabot leggyakrabban elektromágneses felfogólap rögzíti az asztalhoz. Előnyük a gyors rögzítés és az, hogy egyidejűleg több munkadarabot is fel lehet fogni. Elterjedt még a szögben elfordítható mágnesasztal (szinuszasztal) is, amivel tetszőleges szögben lehet köszörülni. A munkadarabot lehet rögzíteni precíziós gépsatuval is, amely mágnesre is helyezhető. Ezáltal lehetőség van akár a munkadarab szögben történő megmunkálására, akár merőleges oldalak készítésére. Kis méretű munkadarabok felfogásához erővonal sűrítőt alkalmazunk.

## Köszörűszerszámok

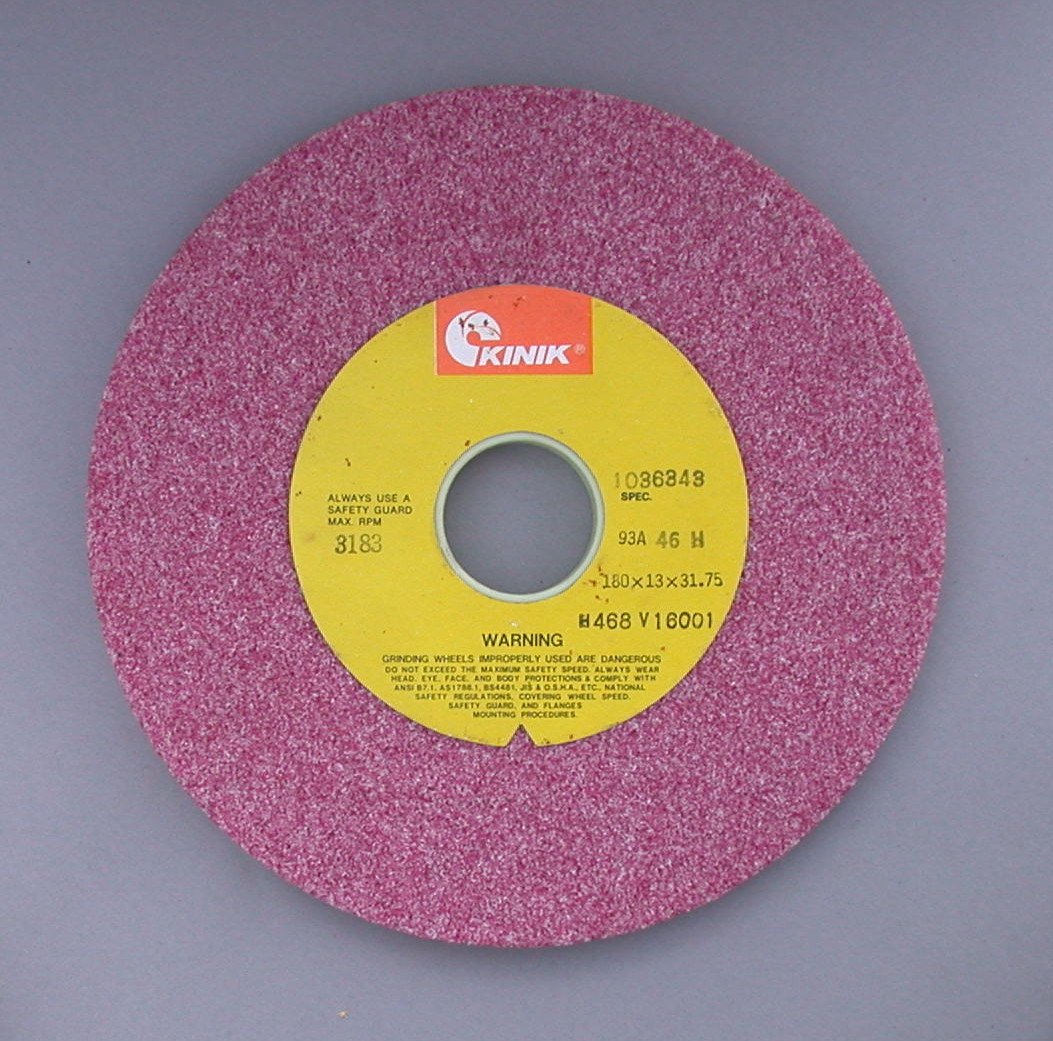
Korong alakú köszörűszerszám

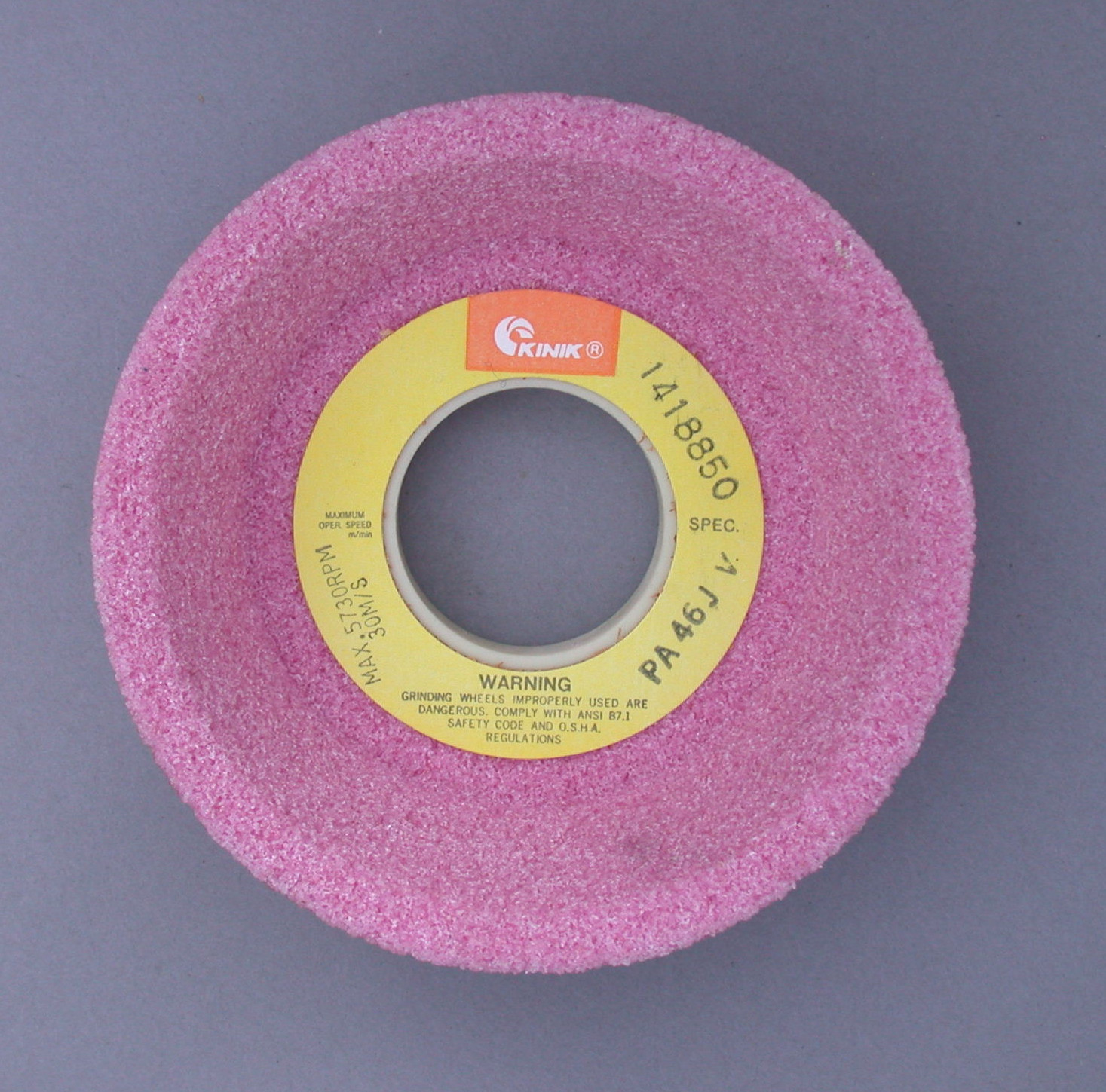
Kúpos fazék alakú köszörűszerszám

A köszörűszerszámok külsőre korong alakú szabályos forgástestek, valójában szabálytalan élgeometriájú, sokélű szerszámok, amelyek a forgácsolást nagy sebességű karcolással végzik. A köszörűszerszámok legjellegzetesebb paraméterei: szemcseanyag, szemcsenagyság, kötőanyag, kötéskeménység, tömörség, alak és főméretek. Hagyományos szemcseanyag a korund és a szilíciumkarbid, szuperkemény anyag a köbös bórnitrid és a műgyémánt.
- A korundnak sok változata van. A nemes elektrokorund 99% Al2O3 tartalmú, amely edzett szerkezeti és ötvözött acélok köszörülésére való, de lágyacélokhoz is kiválóan alkalmas. A 95% Al2O3-t tartalmú normál korund csak lágyacélok köszörülésére alkalmas. A rózsaszínű rubinkorund fogazatok és profilok köszörülésére kedvező, mert kevésbé kopik, mint az előzőek. A cirkonkorundnak a hőállósága kiváló. A pálcakorund Al2O3-porból zsugorítással készül, amelyet bakelit kötőanyaggal fognak össze. A pálcakorund nagy teljesítményű tisztítóköszörüléshez használható.
- A szilícium-karbid szemcse keményebb és élesebb, mint a korund. A szilíciumkarbid rideg anyagok (például öntöttvas, keménybronz), de nagyon lágy anyagok (rozsdamentes acél, színesfémek, gumi) köszörülésére is alkalmas.
- Az igen kemény köbös bórnitrid edzett gyorsacélok és szerszámacélok megmunkálására alkalmas.
- A műgyémánt keményfémek és egyéb nem vasfémek, valamint nagyon kemény más anyagok köszörüléséhez való szerszámanyag.

A szabálytalan alakú szemcséket aprítással készítik, majd szitálással osztályozzák. A köszörűszemcséket kötőanyag fogja össze megfelelő szilárdságú, forgácsolásra alkalmas szerszámmá. A leggyakoribb kötőanyagok: kerámia, műgyanta (bakelit), gumi, fém, vízüveg, magnézium, sellak. A köszörűszerszámok keménységén azt az erőt értik, amellyel a kötőanyag ellenáll a szemcséket kitörő forgácsolóerőnek, tehát nem azonos az abrazív szemcsék tényleges keménységével. A szerszám keménysége akkor ideális, ha a kötőanyag csak az éles szemcséket tartja fogva, az elkopott, életlen szemcséket pedig elengedi (önélezés).
A köszörűkorongok fontos és jellemző tulajdonsága önélező képességük. Ennek ellenére a korongokat időnként fel kell újítani. A korongszabályozást gyémánttal, gyémántceruzával és gyémántgörgővel végzik, nagyobb szemcsemennyiség eltávolításakor szabályozótárcsát alkalmaznak. A köszörűkorongok felerősítését leggyakrabban szorítóperemmel, karton alátéttel végzik. A köszörűkorongokat üzembe helyezésük előtt mindig kiegyensúlyozzák.

## További képek

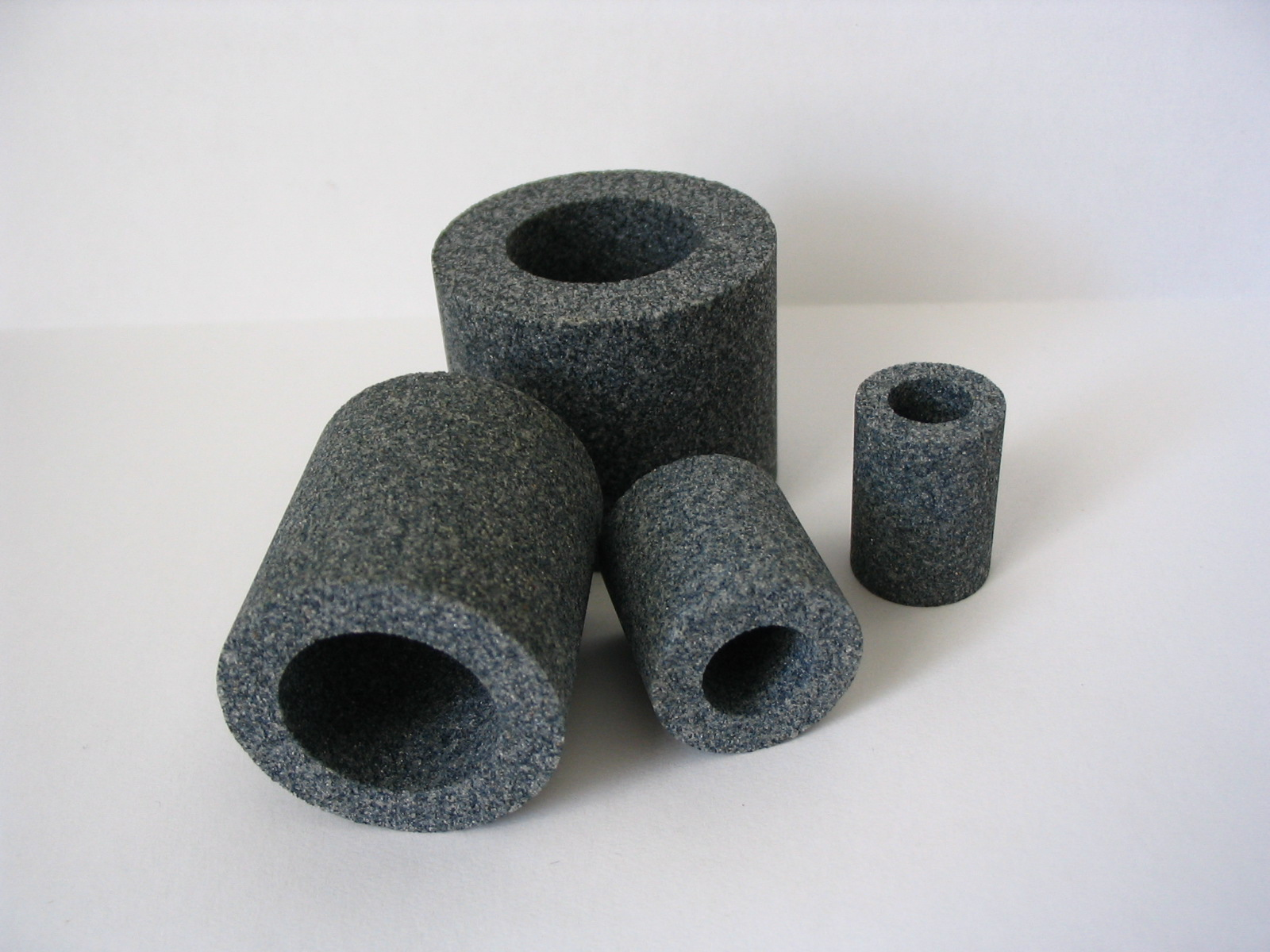
Henger alakú köszörűkövek
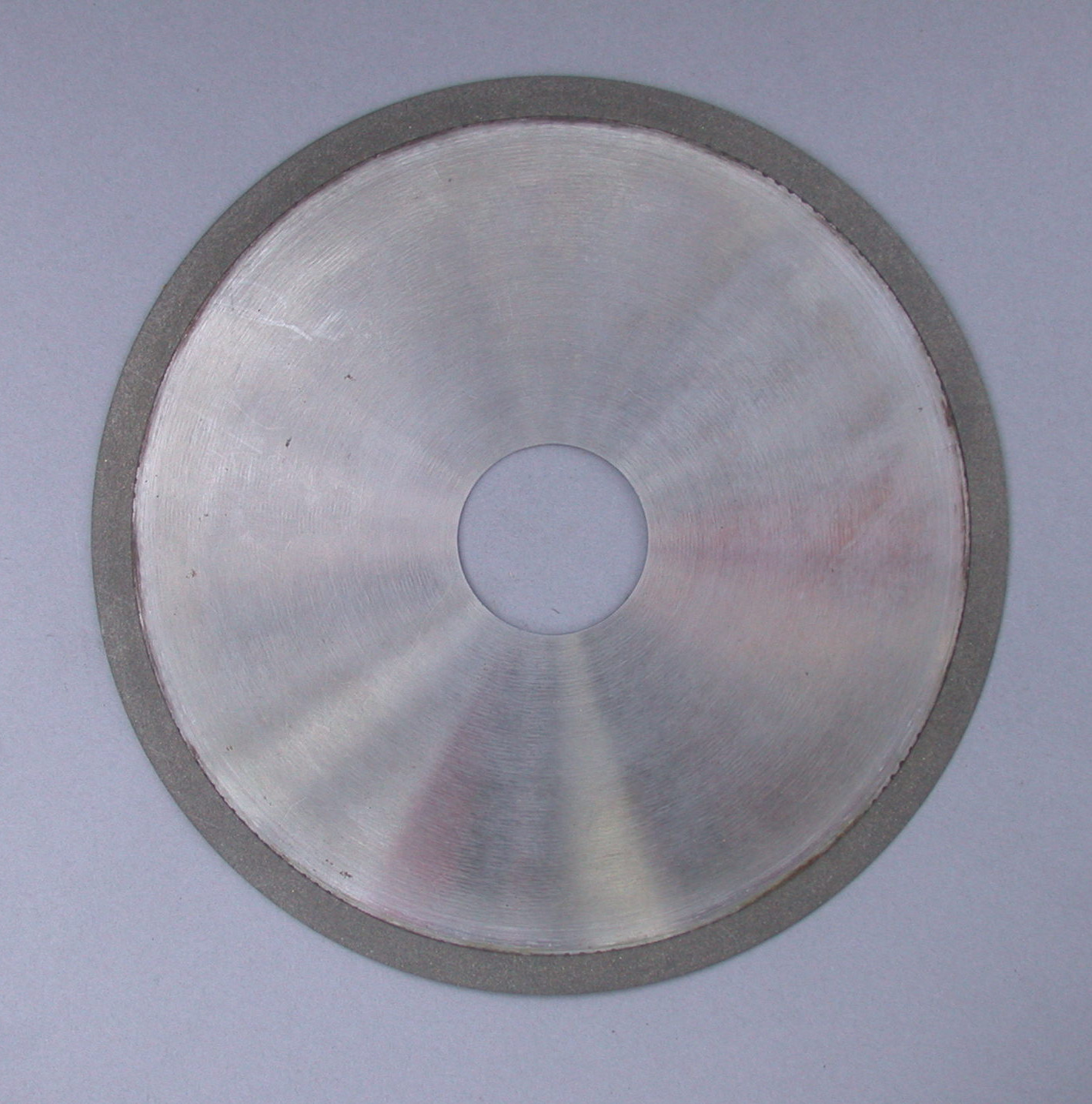
Gyémánt köszörűkorong
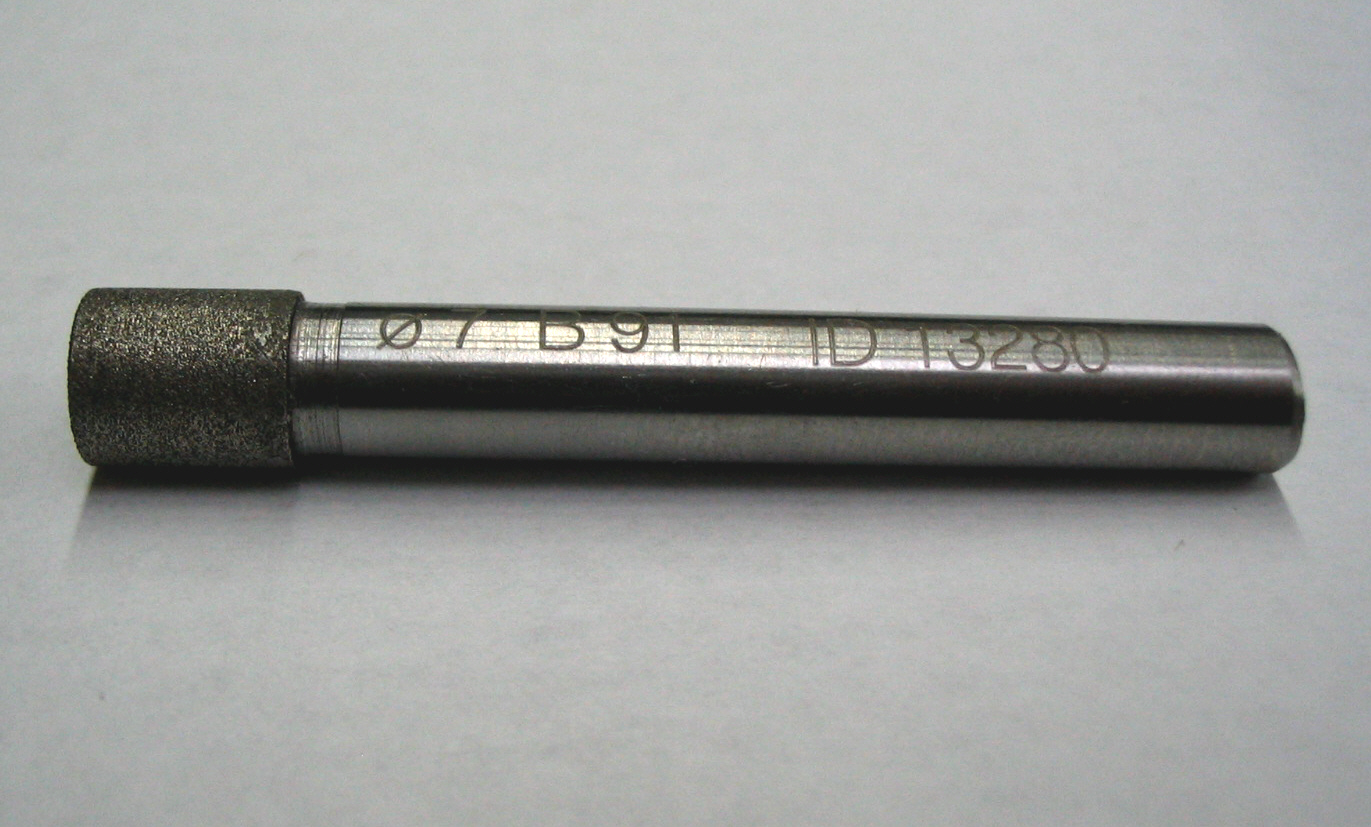
Gyémánt köszörűszerszám
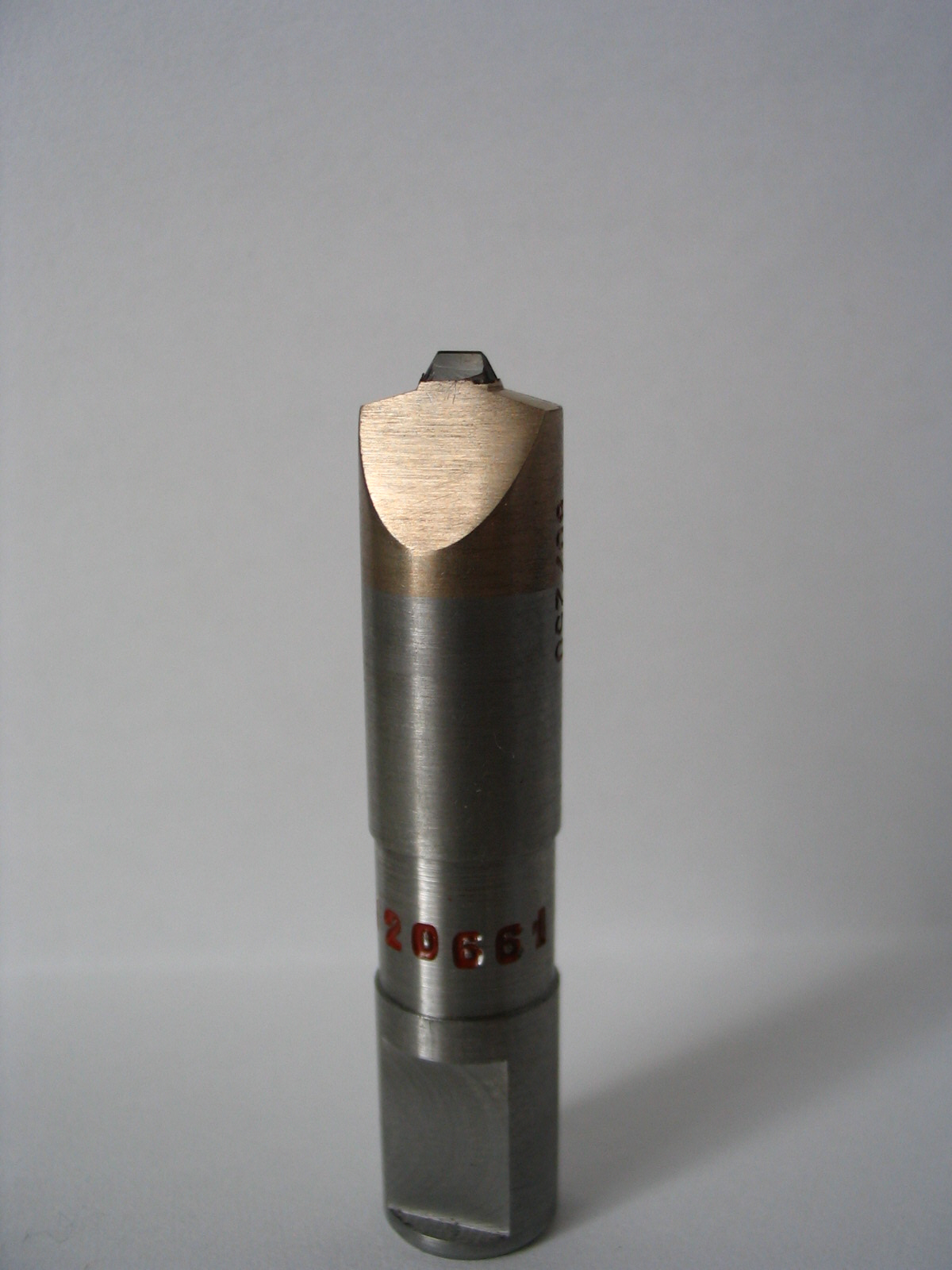
Korongszabályozó gyémántceruza
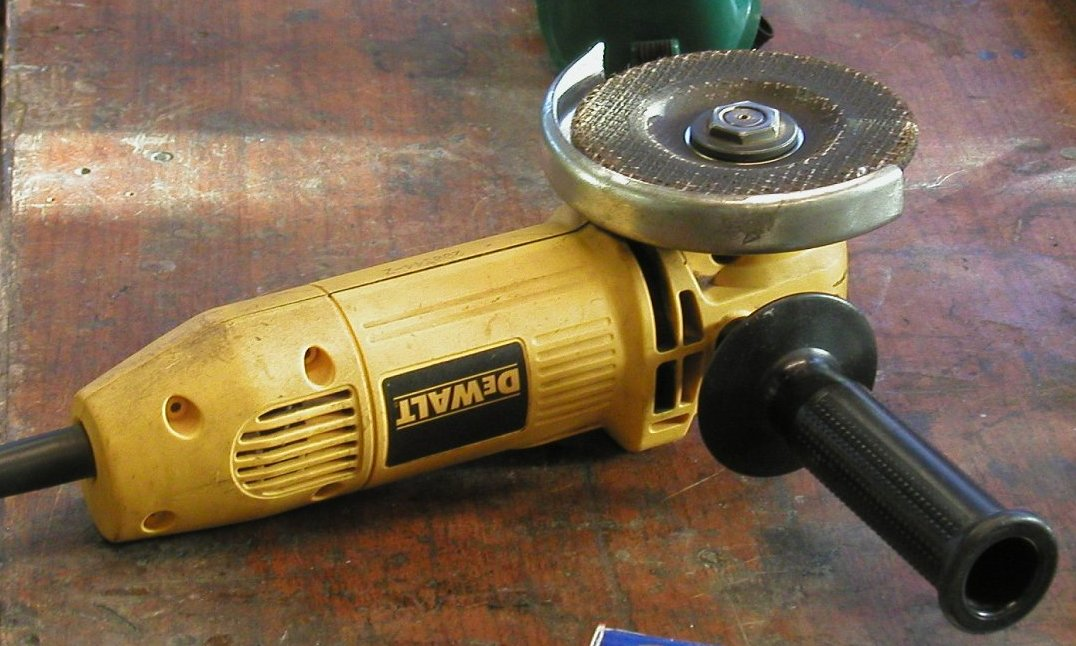
Kézi (sarok-) köszörű v. csiszoló